# Parlamentsvalet i Storbritannien 2005
Parlamentsvalet i Storbritannien 2005 hölls 5 maj, parlamentet upplöstes 11 april. Förväntningarna var att valdatumet skulle meddelats 4 april 2005, men eftersom påvens begravningsdag tillkännagavs samma dag kom premiärminister Tony Blair att vänta till 5 april. Vallokalerna stängdes klockan tio. Första valkretsen att bli färdigräknad blev som vid de senaste valen Sunderland South
Valet gällde denna gång 646 platser, och inte 659 som vid valet 2001, eftersom den tidigare överrepresentationen för Skottland avskaffats på grund av det återinrättade Skotska parlamentet 1999, och antalet skotska valkretsar minskats från 72 till 59. Valet i valkretsen Staffordshire South sköts upp då en av kandidaterna dött. Valet skedde samtidigt som 34 val till stadsfullmäktige och fyra borgmästarval.
Då mandatfördelningen avgörs genom val i enpersonsvalkretsar behöver antalet vunna mandat inte stå i proportion till antalet vunna röster. Labour fick med 35 procent av rösterna knappt tre procentenheter fler röster än Tories, men 356 mandat (80 procent fler mandat jämfört med Tories) och en betryggande majoritet i parlamentet. Valkretsindelningen var härvidlag gynnsam för Labour – vid valet 2010 fick Tories 36 procent av rösterna, sju procentenheter mer än Labour, men bara 306 mandat och ingen egen majoritet.

## Vallokalsundersökning
| Parti             | Andel av rösterna (%) | Mandat |
| ----------------- | --------------------- | ------ |
| Labour            | 37                    |        |
| Conservative      | 33                    |        |
| Liberal Democrats | 22                    |        |

## Resultat
| Parti                              | Röster    | Platser | Förändring | Andel av rösterna (%) |
| ---------------------------------- | --------- | ------- | ---------- | --------------------- |
| Labour                             | 9 556 183 | 356     | -47        | 35,2                  |
| Conservative                       | 8 772 598 | 197     | +33        | 32,4                  |
| Liberal Democrats                  | 5 982 045 | 62      | +11        | 22,0                  |
| United Kingdom Independence Party  | 618 898   | 0       | 0          | 2,3                   |
| Scottish National Party            | 412 267   | 6       | +2         | 1,5                   |
| Green Party of England and Wales   | 257 758   | 0       | 0          | 1,0                   |
| Democratic Unionist Party          | 241 856   | 9       | 4          | 0,9                   |
| British National Party             | 192 850   | 0       | 0          | 0,7                   |
| Plaid Cymru                        | 174 838   | 3       | -1         | 0,6                   |
| Sinn Fein                          | 174 530   | 5       | 1          | 0,6                   |
| Ulster Unionist Party              | 127 314   | 1       | -5         | 0,5                   |
| Social Democratic and Labour Party | 125 626   | 3       | 0          | 0,5                   |
| Respect                            | 68 094    | 1       | +1         | 0,3                   |
| Health Concern                     | 18 739    | 1       | 0          | 0,1                   |